# اسپاسویه
اسپاسویه، روستایی از توابع بخش ساردوئیه شهرستان جیرفت در استان کرمان ایران است.

## جمعیت
این روستا در دهستان گور قرار دارد و براساس سرشماری مرکز آمار ایران در سال ۱۳۸۵، جمعیت آن ۱۶ نفر (۵خانوار) بوده‌است.